# Lillasyster
I Lillasyster sono un gruppo musicale svedese formatosi a Göteborg nel 2006.

## Storia
Lillasyster (che significa "sorella minore") è un gruppo formato come Rallypack, nel 2004, da parte di ex membri dei LOK, cioè Martin Westerstrand (lead vocals) e Daniel Cordero (basso). Nel febbraio 2007 è stato pubblicato il loro singolo d'esordio Berätta det för Lina (Dillo a Lina), e nel successivo mese di maggio è uscito il loro primo album Hjärndöd musik för en hjärndöd generation (Musica da deficienti per una generazione di deficienti). Lo stile musicale dei Lillasyster è molto simile a quello dei LOK.

## Discografia

### Album
- 2004 - Sod Off, God! We Believe in Our Rockband
- 2007 - Hjärndöd musik för en hjärndöd generation

### Singoli
- 2007 - Berätta det för Lina

### Video
- 2007 - Berätta det för Lina
- 2007 - Umbrella